# یوزف تروسیلک
یوزف تروسیلک (چکی: Josef Trousílek; ۱۶ مارس ۱۹۱۸ – ۱۰ اکتبر ۱۹۹۰) بازیکن هاکی روی یخ اهل چکسلواکی بود.
وی در مسابقات کشوری و بین‌المللی در مجموع برندهٔ ۱ مدال نقره شده‌است.